# سورتون
سورتون (به انگلیسی: Sourton) یک روستا و محله مدنی در بریتانیا است که در West Devon واقع شده‌است. سورتون ۴۲۰ نفر جمعیت دارد.